# 新宿区役所

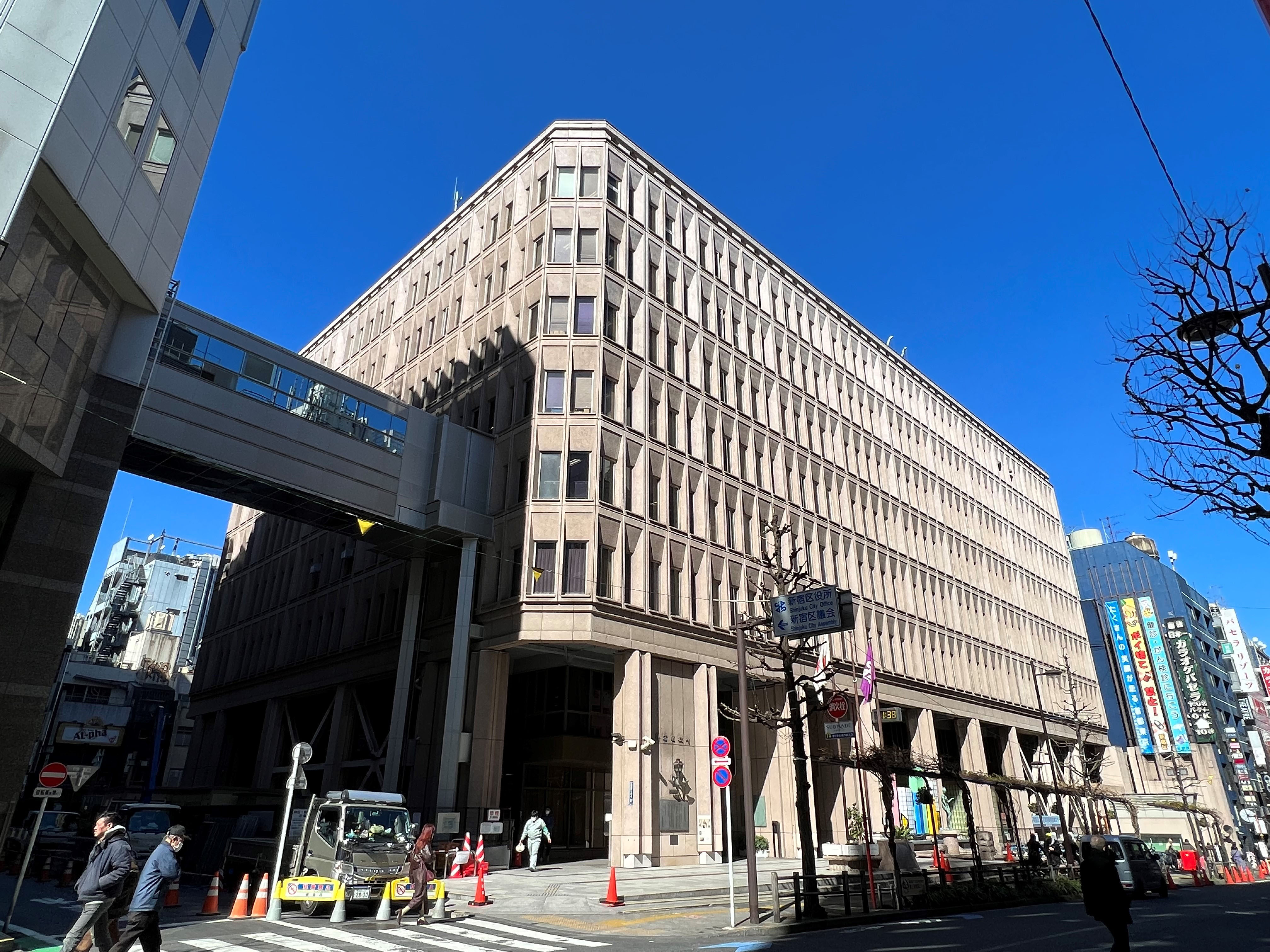

新宿区役所（しんじゅくくやくしょ）は、特別地方公共団体（特別区）である新宿区の組織が入る施設（役所）である。

## 所在地
- 〒160-8484
- 住所：新宿区歌舞伎町一丁目4番1号

## アクセス
新宿区役所本庁舎
- 東日本旅客鉄道・地下鉄丸ノ内線・西武新宿線 新宿駅より徒歩5分